# تمبوره
تمبوره یا تمبورک یکی از سازهای متداول در بلوچستان است. ارتفاع آن تقریباً یک متر است که دارای سه سیم می‌باشد و در قسمت پایین دارای کاسه‌ای است که دَب نامیده می‌شود. روی دَب اشکال زیبایی منقوش است در قسمت بالای آن سه میخ (گوشک) تنظیم‌کننده وجود دارد که گروهک نام دارد. به عقیده برخی این وسیله در خارج نمودن ارواح از تن بیمار نقش مؤثری دارد. تمبوره خیلی شبیه عود است و آن را با انگشت می‌نوازند.